# Mark Hopkins (Unternehmer)

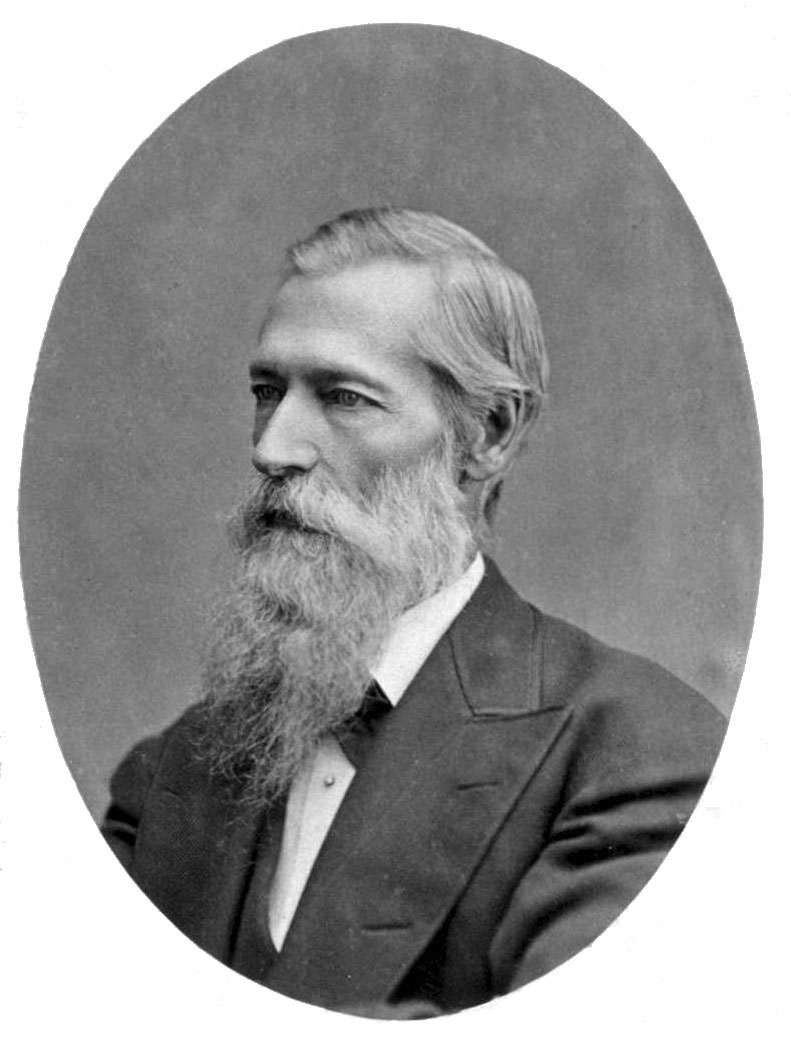
Mark Hopkins

Mark Hopkins (* 1. September 1813 in Henderson, New York; † 29. März 1878 in Yuma, Arizona) war ein US-amerikanischer Eisenbahnmagnat.
Mark Hopkins, ein Buchhalter in New York City, reiste in den Zeiten des Goldrausches 1849 auf dem Schiff Pacific ums Kap Hoorn nach Sacramento, hatte aber beim Schürfen kein Glück und eröffnete stattdessen einen Laden. 1856 tat er sich mit Collis P. Huntington zusammen.
Im Huntington & Hopkins Hardware Store wurde im März 1856 auch die Republikanische Partei von Kalifornien etabliert. Zu Hopkins engerem Kreis gehörten auch Leland Stanford sowie Charles und Edwin Crocker. 1860 erfuhr Huntington von Theodore Judah, dass unter Abraham Lincoln ein Abkommen über eine neue Eisenbahnlinie getroffen werden würde, und beschloss, davon zu profitieren. Er gab die Information an Hopkins weiter, der bereit war, 1500 Dollar in die neue Gesellschaft zu investieren. Damit war die Basis für seine Gewinne mit der Central Pacific Railroad geschaffen und 1861 wurde er Schatzmeister der Gesellschaft. Auch in dieser Funktion hielt er sich, wie schon bisher, lieber im Hintergrund. Den Visionen seiner Partner, die das Eisenbahnnetz weiter ausdehnen wollten und dabei die Hauptlinie aus den Augen verloren, stand er skeptisch gegenüber. So wehrte er sich etwa gegen den Ankauf der Western Pacific Railroad, für den Crocker plädierte, dem ein Eisenbahnnetz in ganz Kalifornien vorschwebte. Es kam zu einem Zerwürfnis, das mit dem Nachgeben Hopkins’ und dem Ankauf der Bahn 1867 endete.

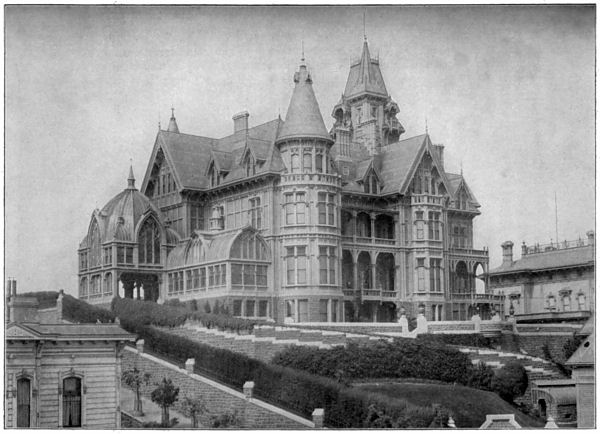
Das Hopkins-Anwesen in San Francisco

Trotz seines Reichtums blieb Mark Hopkins zurückhaltend und bescheiden. Er lebte in einem kleinen gemieteten Haus in San Francisco, bis ihn seine Gattin zwang, ein repräsentatives Eigenheim zu bauen. Die Fertigstellung dieses Hauses erlebte er allerdings nicht mehr. Er starb im Schlaf in einem Eisenbahnwagen. Seine Witwe Mary fand Gefallen an dem Innenausstatter Edward Francis Searles von Herter Brothers, der sie in Einrichtungsfragen beraten sollte, heiratete diesen einige Jahre später und vererbte ihm schließlich das von Hopkins zusammengetragene Vermögen, das später teilweise in der Arthur T. Walker Estate Corporation eingebracht wurde.